# Монголия во Второй мировой войне

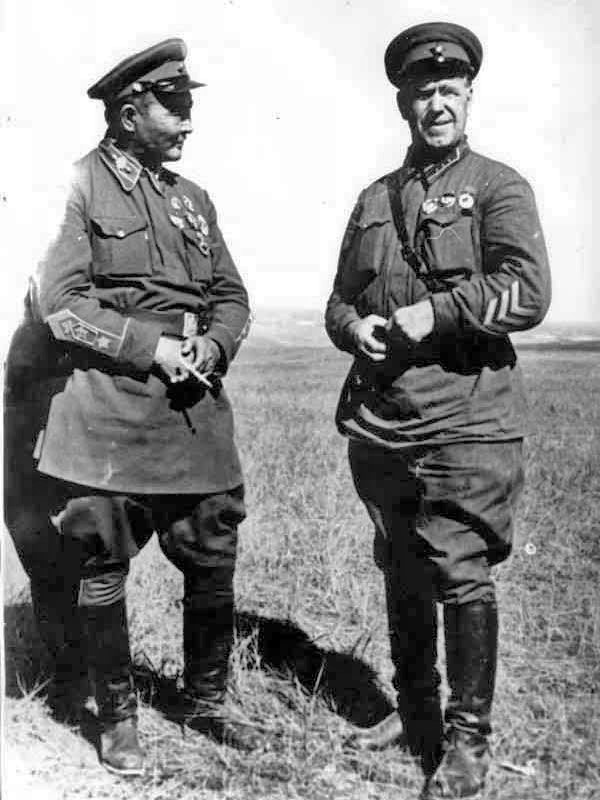
Маршал Хорлогийн Чойбалсан и командир корпуса Г. К. Жуков, Халхин-Гол, 1939 год.

Монголия в период Второй мировой войны — положение Монгольской Народной Республики (МНР) до начала и в период Второй мировой войны.
МНР в этот период являлась союзником Союза ССР, оказывая ему экономическую помощь в борьбе с нацистской Германией, а позднее принимала непосредственное участие в войне против Японии.

## Халхин-Гол
Ввиду крайне обострённых отношений с китайскими властями и открытыми территориальными притязаниями на территорию Монголии со стороны созданного Японской империей марионеточного государства Маньчжоу-го, на территории Монголии с 1936 года дислоцировался 57-й особый корпус РККА, которым последовательно командовали комдивы И. С. Конев и Н. В. Фекленко. Когда 11 мая 1939 года 6-я японская армия вторглась на территорию МНР, согласно Протоколу о взаимопомощи, от 12 марта 1936 года, СССР выступил на стороне МНР. В сентябре 1939 года в ходе сражений на реке Халхин-Гол советская 1-я армейская группа под командованием Георгия Жукова и части Монгольской народно-революционной армии (МНРА) под командованием маршала Х. Чойбалсана и комкора Ж. Лхагвасурэна одержали победу. СССР, Монголия, Япония и её марионеточное государство Маньчжоу-го подписали соглашение о прекращении огня.

## Вторая мировая война

### Советско-финская война
30 ноября 1939 года началась война между СССР и Финляндией. В ходе конфликта СССР создал марионеточное государство — Финляндская Демократическая Республика.
Монголия, как и Тува, сделала заявление о дипломатическом признании Финляндской Демократической Республики, что хотя для СССР свидетельствовало о полной лояльности Монголии, но с точки зрения укрепления международных позиций СССР не представляло никакого веса и интереса.

### Великая Отечественная война

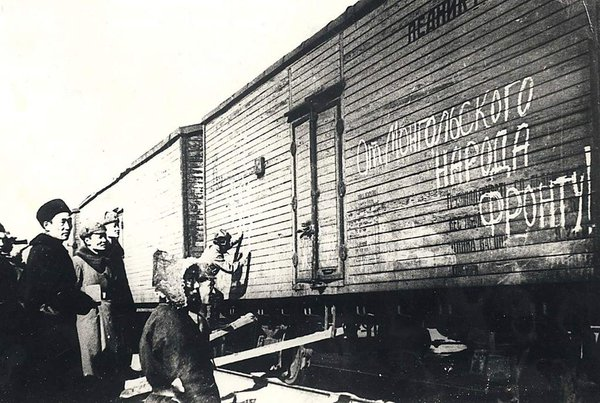
Отправка лошадей воинским поездом в Советский Союз, 1942 год.

22 июня 1941 года президиум Малого государственного хурала, Совет министров МНР и президиум центрального комитета Монгольской народно-революционной партии (МНРП) заявили о своей поддержке Советского Союза. Экономическая помощь со стороны МНР состояла в передаче денежных средств, тёплой одежды, продовольствия, скота, приобретении танковой колонны и эскадрильи.
В МНР был создан Фонд помощи РККА. В октябре 1941 года граждане МНР сформировали и отправили первый поезд с подарками, состоявший из 15 тысяч комплектов зимнего обмундирования, около 3 тысяч индивидуальных посылок на сумму более 1,8 млн. тугриков. Государственному банку СССР было передано наличными 587 тысяч тугриков. К концу 1944 года из МНР было отправлено 8 поездов с продовольствием и обмундированием на сумму более 25,3 млн тугриков. В начале 1945 года был отправлен последний, 9-й поезд подарков, состоящий из 127 вагонов.
16 января 1942 года начался сбор средств на приобретение танков для танковой колонны «Революционная Монголия». Граждане МНР передали во Внешторгбанк 2,5 млн тугриков, 100 тысяч долларов США и 300 кг золота. К концу 1942 года 53 танка (32 танка Т-34 и 21 танк Т-70) были доставлены в район Наро-Фоминска Московской области. 12 января 1943 года сюда прибыла монгольская делегация во главе с маршалом Х. Чойбалсаном, которая вручила танки 112-й Краснознамённой танковой бригаде.
В 1943 году был организован сбор средств для приобретения эскадрильи самолётов «Монгольский арат». В июле 1943 года на счёт Наркомата финансов СССР было перечислено 2 млн тугриков. 18 августа Сталин выразил благодарность МНР. 25 сентября 1943 года на полевом аэродроме станции Вязовая Смоленской области состоялась передача эскадрильи 2-му гвардейскому полку 322-й истребительной авиационной дивизии. В составе авиаэскадрильи воевали Герои Советского Союза Н. П. Пушкин (первый командир эскадрильи), А. И. Майоров, М. Е. Рябцев. МНР также взяла на себя вещевое и продовольственное обеспечение танковой колонны и эскадрильи до конца войны.

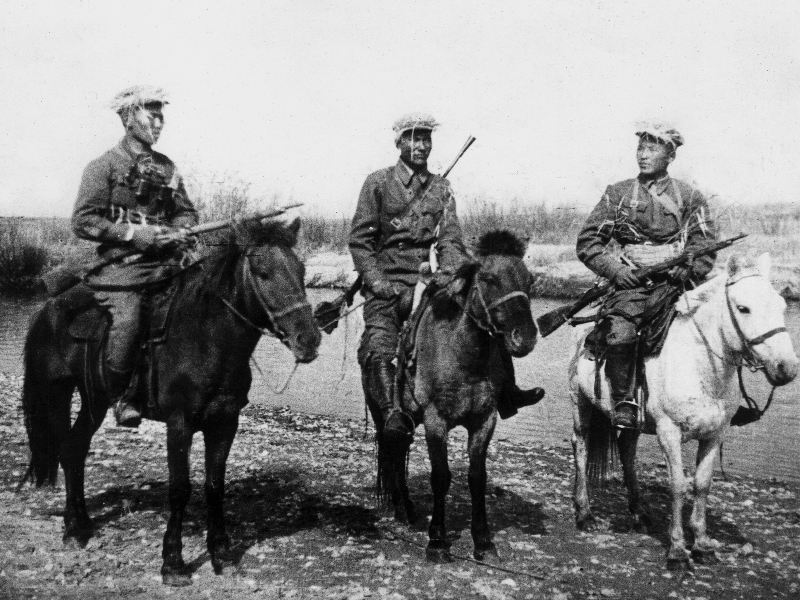
Монгольские кавалеристы на лошадях, 1939 год.

В марте 1942 года власти МНР приняли постановление о закупках лошадей по специально установленным государственным ценам. В годы войны из МНР в Союз ССР было поставлено более 500 тысяч лошадей. Один из участников войны отмечал неприхотливость и выносливость монгольских лошадей: «Сначала мы думали, что такие маленькие лошади не увезут солдат с полным снаряжением… Пройдя трудные военные дороги на монгольских лошадях, мы убедились, что они сильны, не знают усталости и неприхотливы в пище. В коротких перерывах между боями они сами щипали траву, грызли кору деревьев и всегда были готовы вступить в бой». Генерал И. А. Плиев говорил: «Коней требовалось много. Монгольские друзья безотказно обеспечивали нас, и неприхотливая монгольская лошадка рядом с советским танком дошла до Берлина!».
Не менее ценной помощью для воюющего СССР стали поставки тысяч тонн мяса и шерсти, продуктов питания, готовых изделий одежды (полушубки, валенки, шинели, меховые рукавицы), войлока и другой продукции.
Основными предметами импорта СССР из Монголии являлись крупный и мелкий рогатый скот, конское поголовье, кожсырье, пушно-меховое сырье, полушубки, шерсть, войлок. С июня 1941 года до конца 1945 года СССР ввёз из Монголии 0,7 млн голов крупного рогатого скота, мелкого рогатого скота 4,9 млн голов, 0,4 млн лошадей, почти 6 млн штук мелкого кожсырья. Советский Союз расплачивался с Монголией в течение всей войны продовольственными и промышленными товарами.
Оказывала Монголия в больших объёмах и безвозмездную материальную помощь. Так, 28 сентября 1943 года было принято совместное постановление ЦК МНРП и Совета министров МНР «О помощи советским районам и народам, понесшим ущерб
от немецко-фашистских захватчиков», где содержался призыв помочь рабочими лошадьми и племенным скотом жителям освобожденных районов. По неполным данным на 16 октября 1944 года, в освобожденные районы СССР было отправлено 41 334 голов разного скота, продолжилась такая помощь и в 1945 году. В денежной сумме безвозмездная материальная помощь монгольского народа Советскому Союзу оценивалась в сумме 65 млн тугриков.
Другим направлением помощи со стороны МНР являлось укрепление собственных вооружённых сил. Численность армии постоянно наращивалась и к концу войны возросла в 3 — 4 раза, на нужды армии и ополчения тратилось до 50 % государственного бюджета. Монгольская народно-революционная армия рассматривалась как дополнительный сдерживающий фактор против Квантунской армии помимо войск 17-й армии РККА ВС Союза ССР, дислоцированной на территории МНР на протяжении всей войны. Однако ввиду низкого технического уровня МНРА Советскому Союзу летом 1945 года пришлось передать ей большое количество вооружения: до 11 000 единиц стрелкового оружия, 130 пулемётов, 136 миномётов, 30 самолётов «Як-9», обмундирование и боеприпасы.
Кроме того, МНР стремилась всемерно сокращать ввоз товаров из СССР, развивая у себя некоторые виды производств (обувные, кожевенные, шерстяные, суконные изделия).

### Маньчжурская операция
Численность МНРА к августу 1945 года составила около 80 тысяч человек.
10 августа 1945 года МНР объявила войну Японии, направив свои воинские части в августе 1945 года на фронт для участия в Маньчжурской операции. Наиболее подготовленные монгольские войска (16 000 человек, 128 орудий и миномётов, 32 лёгких танка) были включены в состав советско-монгольской конно-механизированной группы генерал-полковника И. А. Плиева (его заместителем по монгольским войскам являлся генерал-полковник Жамьянгийн Лхагвасурэн) Забайкальского фронта маршала Р. Я. Малиновского. В её состав входили 5 монгольских кавалерийских дивизий (5-я, 6-я, 7-я, 8-я), 7-я мотоброневая бригада, 3-й отдельный танковый полк, 29-й артиллерийский полк. Войска МНРА приняли участие в боях с японо-маньчжурскими войсками в ходе Хингано-Мукденской фронтовой наступательной операции, нанося удар от сомона Сайншанд в пустыне Гоби в направлении китайского города Калган (ныне Чжанцзякоу), атаковав оборонявшиеся там войска князя Дэ Вана и японской Суйюаньской армейской группы. Южнее монгольские кавалерийские части наступали из Северной Гоби в направлении уезда Долон-Нур (ныне Долунь) во Внутренней Монголии. 
В ходе боевых действий погибли 72 и получили ранения 125 солдат и офицеров МНРА. Трое военнослужащих МНРА за отличия при штурме города Калган были удостоены звания Героя Монгольской Народной Республики: цирики (рядовые) 7-й мотоброневой бригады Лувсанцэрэнгийн Аюуш (посмертно), Сангийн Дампил, Дашийн Данзанванчиг. Маршал МНР Хорлогийн Чойбалсан был удостоен звания дважды Героя МНР.

## Итоги

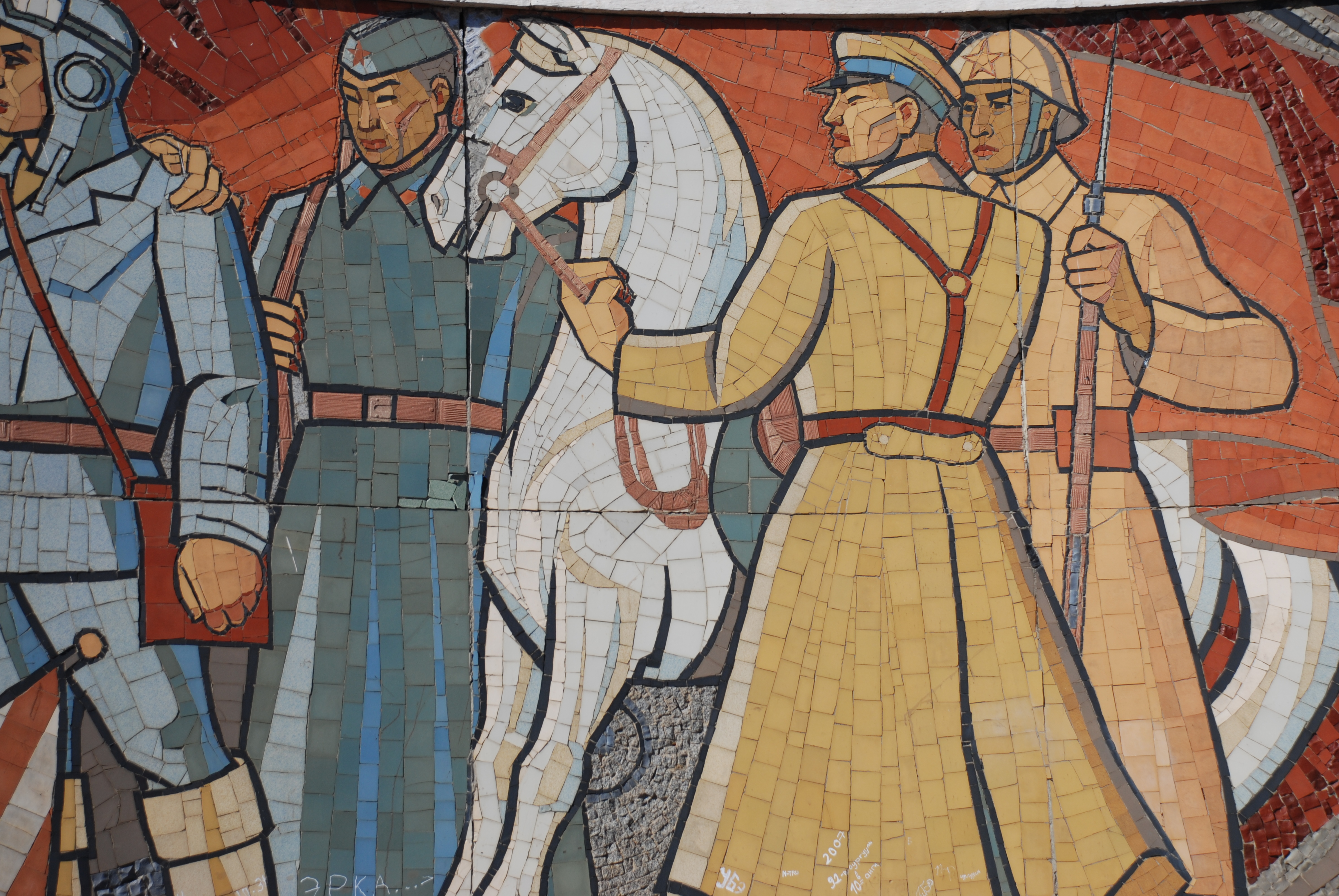
Мозаика мемориального комплекса «Зайсан», посвящённого советско-монгольскому сотрудничеству, г. Улан-Батор.

Одним из важных политических итогов участия Монголии в войне против Японии стало признание Китаем независимости МНР.
В феврале 1945 года на Ялтинской конференции великих держав была достигнута договорённость о том, «что через два — три месяца после капитуляции Германии и окончания войны в Европе Советский Союз вступит в войну против Японии на стороне Союзников при условии сохранения статус-кво Внешней Монголии (Монгольской Народной Республики)». Партия Гоминьдан, правившая в Китае, расценивала это как сохранение положения советско-китайского соглашения 1924 года, согласно которому Внешняя Монголия входила в состав Китая. Однако СССР объявил, что соглашение в Ялте следует интерпретировать иначе: наличие в тексте слов «Монгольская Народная Республика» означает, по мнению Советского Союза, признание Черчиллем и Рузвельтом независимости МНР.
В августе 1945 года СССР и Китайская Республика заключили договор, по которому Китай согласился признать независимость МНР при условии, что будет проведён всенародный референдум. 20 октября 1945 года в МНР был проведён плебисцит, по итогам которого абсолютное большинство (99,99 % внесённых в списки) граждан МНР голосовало за независимость страны. По результатам плебисцита 5 января 1946 года правительство Китая признало независимость МНР. После победы коммунистов в гражданской войне в континентальном Китае и образования КНР лидер компартии Мао Цзэдун настаивал на пересмотре итогов соглашения 1945 года и предлагал создать монгольскую автономию в составе КНР. Однако в ходе советско-китайских переговоров 1949—1950-х годов СССР также добился дипломатического признания МНР со стороны нового китайского государства, это произошло на фоне попыток США использовать монгольский вопрос для разжигания противоречий между СССР и КНР.
СССР и МНР заключили 1 февраля 1946 года Договор о дружбе и взаимопомощи, где подтверждались взаимные союзнические обязательства в случае нападений любого третьего государства на одну из сторон.